# Letovanić
Letovanić falu Horvátországban, Sziszek-Monoszló megyében. Közigazgatásilag Lekenikhez tartozik.

## Fekvése
Sziszek városától légvonalban 14, közúton 16 km-re északnyugatra, községközpontjától légvonalban10, közúton 13 km-re délre, a 36-os számú főút mentén, a Kulpa bal partján fekszik.

## Története
A 13. századig írásos adat nincs róla. E terület a korai Horvát Királyság idejében a gorai plébániához tartozott, mely később zsupánság, majd hűbérbirtok lett. A gorai birtokot mely abban az időben a Kulpa mindkét partjára kiterjedt még a 12. század végén III. Béla király a templomosoknak adta, majd a rend megszüntetése után 1312-től a vránai johannita perjelség gorai birtokához tartozott. Neve is ekkor tűnik fel először írásos forrásban. 1514-ben a teljes gorai birtokot a Frangepán család szluini ága szerezte meg, akik ezután kastélyt is építettek ide.
A török hódítás előretörését a 16. század második felében a térség is megsínylette különösen az 1580-as és 1590-es években, amikor Sziszek körül súlyos harcok folytak. A Kulpa védelmi vonalának megerősödésével a kastély 1581-ben a szábor határozata alapján báni székhely lett. A népesség azonban a török veszély megszűnése után sem érte el már soha a török háborúk előtti szintet. A 16. század végén kihalt a Frangepánok szluini ága és a 17. század elején Letovanić is az Erdődy család birtoka lett. 1655-ben a faluban még mindig csak öt adózó háztartás volt. A lakosság veszteségét a 17. század végétől Boszniából áttelepült horvátokkal igyekeztek pótolni.
A településnek 1857-ben 660, 1910-ben 873 lakosa volt. 1896-ban megkezdték az iskola építését, a tanítás 1898-tól indult meg. A 20. század első éveiben a kilátástalan gazdasági helyzet miatt sokan vándoroltak ki a tengerentúlra. 1918-ban az új szerb-horvát-szlovén állam, majd később Jugoszlávia része lett. A második világháború idején a Független Horvát Állam része volt. A háború után a béke időszaka köszöntött a településre. Enyhült a szegénység és sok ember talált munkát a közeli városokban. A falu 1991. június 25-én a független Horvátország része lett. 2011-ben 539 lakosa volt.

## Népesség
| Lakosság változása | Lakosság változása | Lakosság változása | Lakosság változása | Lakosság változása | Lakosság változása | Lakosság változása | Lakosság változása | Lakosság változása | Lakosság változása | Lakosság változása | Lakosság változása | Lakosság változása | Lakosság változása | Lakosság változása | Lakosság változása |
| ------------------ | ------------------ | ------------------ | ------------------ | ------------------ | ------------------ | ------------------ | ------------------ | ------------------ | ------------------ | ------------------ | ------------------ | ------------------ | ------------------ | ------------------ | ------------------ |
| 1857               | 1869               | 1880               | 1890               | 1900               | 1910               | 1921               | 1931               | 1948               | 1953               | 1961               | 1971               | 1981               | 1991               | 2001               | 2011               |
| 660                | 663                | 647                | 772                | 826                | 873                | 856                | 896                | 893                | 885                | 865                | 787                | 658                | 568                | 539                | 464                |

## Nevezetességei
- Szent Fábián és Sebestyén vértanúk tiszteletére szentelt első római katolikus kápolnája még a 18. század elején épült, első írásos említése 1729-ből maradt fenn. 1771-ben a temetőben új kápolnát építettek,[4] melyet a régihez hasonlóan festett kazettás mennyezettel ékesítettek. Egyhajós épület sokszögletű szentéllyel és homlokzata felett karcsú harangtoronnyal. Belül a bejárat felett fából ácsolt kórus található, a padozat téglából van burkolva. A kisméretű barokk oltárt a régi kápolnából hozták át. Az oltárkép Szent Sebestyént ábrázolja, két oldalt Szent Rókus és Szent Flórián szobra, valamint egy barokk kánoni táblakép díszítik. Az oltár mögötti fafeszület talán a 17. századból való. A 20. század elején az épületet kívül-belül bevakolták, ablakait megnagyobbították. Ekkor szedték le a régi famennyezetet is. Nemrég a bejárat elé előcsarnokot építettek.

- Letovanić kastélyát szluini Frangepán Ferenc (horvát bán) építtette 1558 és 1560 között. A 18. század elején még használatban volt, bár ekkor már kezdték elhagyni és a Kulpa menti erőd része lett. A fából épített erőd a legerősebb ilyen típusú erődítmények közé tartozott, amely mellé palánkfalat is építettek. Ma már nem láthatók a maradványai. A hagyomány szerint a Žažina – Letovanić úttól 800 méterre délre, a žažinai plébániatemplomtól nyugatra, a Crkvište nevű helyen állt, de erről csak egy régészeti feltárás adhat bizonyságot.

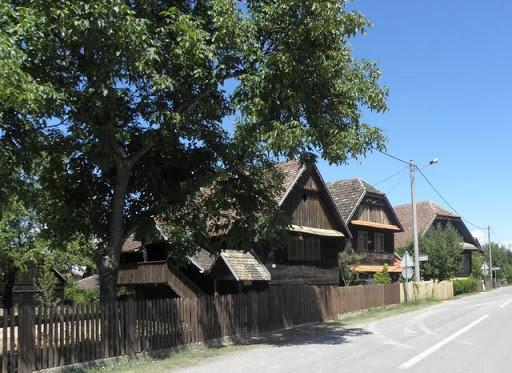
Jellegzetes kulpamenti lakóházak

- A településen a kulpamenti népi építészet hagyományai több fából épített parasztházon láthatók.[5] Közülük védettséget 3 lakóház (a 83. 84. és 192. számok alatti 19. századi emeletes faépületek)[6] és 9 háztáji építmény kapott.

- A Kulpa mentén Žažina és Letovanić között 65 hektáros területen található a letovanići halastó, melybe a sziszeki sporthorgász egyesület pontyokat telepített.

## Kultúra
A helyi kulturális élet szervezője és ápolója a „KUD Poculica” művészeti és kulturális egyesület.

## Galéria
- A kápolna.
- Fa lakóház
- Lakóház
- Lakóház
- Lakóház
- Lakóház
- Lakóház
- Az iskola épülete
- A Kulpa Letovanićnál